# 50 Cent
（1975年7月6日—），本名柯蒂斯·詹姆斯·杰克逊三世（英語：Curtis James Jackson III），美国说唱歌手。他借由2003年专辑《Get Rich or Die Tryin'》（至死求富）和2005年专辑《The Massacre》（大屠杀）而扬名。两张专辑都获得了双白金销售认证，总计售出超过2100万份拷贝。
生于纽约皇后区南牙买加的杰克逊，12岁时就开始贩毒买卖。在结束贩毒生涯转而成为一名说唱歌手后，他于2000年被人射伤，中弹9枪。2002年，当他发行了专辑《Guess Who's Back?》（猜猜谁回来了？），杰克逊的音乐才华被说唱歌手埃米纳姆发掘，并随即让杰克逊与环球唱片公司签约。在埃米纳姆和德瑞博士的帮助下，杰克逊首获商业上的巨大成功，并跻身全球最热卖说唱歌手行列。2003年，他成立了厂牌G-Unit唱片公司，并签约了众多成功的说唱艺人，包括扬·巴克、洛依·班克斯以及托尼·亚尤。
杰克逊和众多说唱歌手不合，其中包括Ja Rule、肥乔、贾达基斯、卡姆隆、尚恩·库姆斯、里克·罗斯，以及前G-Unit成员The Game和扬·巴克。他还涉足影视，曾在2005年半自传体的电影《至死求富》（Get Rich or Die Tryin'）中出镜，另外他还出演过2006年伊拉克战争题材电影《忠义之家》（Home of the Brave）和2008年电影《正义杀戮》（Righteous Kill）。

## 生活及音乐生涯

### 早年
柯蒂斯·詹姆斯·杰克逊三世成长于纽约皇后区的南牙买加街区。成长在单亲家庭的他由年仅15岁的母亲萨布丽娜（Sabrina）抚养长大。萨布丽娜是一名可卡因毒贩，她独立照顾杰克逊直到他十二岁，那一年（1988年），27岁的萨布丽娜被发现在门窗紧闭的家中因煤气中毒死亡，但其實是被謀殺，因她被人迷昏後不省人事。母亲死后，杰克逊搬到外祖父母家中，家里还有8位姑姑和叔叔。他回忆当时的情景时曾说，“我外祖母告诉我，‘你妈妈没回家。她不会来接你了。现在你必须和我们待在一起。’那时我才开始逐渐适应街头生活”。
杰克逊11岁时开始从事拳击运动。14岁时，邻居为当地儿童开办了一家拳击馆。“当我不在学校里消磨时间的时候，我就会在拳击馆打拳，或是到街上卖毒品”，他回忆道。80年代中期，他曾以业余拳击手身份参加过青少年奥林匹克（Junior Olympics）。他本人如是说，“我在拳击场上很具竞争力，在嘻哈方面也是如此……我觉得说唱歌手把自己视作拳击手，所以他们都会有种舍我其谁的感觉”。12岁时，杰克逊开始贩卖致幻毒品，并骗外祖父母说自己是去参加课外活动。他还曾带着枪支和贩毒得来的钱到学校。在十年级时，他在安德鲁·杰克逊高中（Andrew Jackson High School）时被金属探测器查出。他自己本人后来说，“我当时真的很尴尬，我就那样被抓了……自从那之后，我就不再掩饰。我（直截了当的）告诉外祖母，‘我是个毒贩’”。
1994年6月29日，杰克逊因向一名卧底警察出售4小瓶可卡因被捕。3周后，警方搜查他家时发现了海洛因、10盎司的可卡因和一支枪，他因此再次被捕。他被判入狱3到9年，但在封闭劳教营中服刑6个月后，他获得了一般教育文凭。杰克逊说他本人只贩毒，并不吸毒。他采用了“50美分”（50 Cent）的艺名，暗喻“洗心革面”。这个艺名源自凯尔文·马丁，一名活跃于1980年代，绰号“50美分”的布鲁克林大盗。杰克逊选取这个名字是“因为它道出了我想说的一切。我就是50美分那类人。我为了生存不择手段。”

### 1996–2000：出道初期
杰克逊在朋友的地下室利用打碟机开始了他的说唱之路。1996年，一位朋友将他举荐给了黑人说唱团体Run-DMC的DJ「Jam Master Jay」傑森·米賽爾，当时米賽爾开办有自己的唱片公司。米賽爾指导他如何数小节，如何写作副歌，怎样架构歌曲，以及如何制作专辑。杰克逊的首次正式亮相是在一首名为《React》（反应）的歌中，与其合作的是嘻哈乐队Onyx，该曲收录到了他们1998年的专辑《Shut 'Em Down》（干掉他们）。他认为傑森·米賽爾对自己有很大影响，帮助他增进了创作“钩子”（hook，一首歌中反复出现，容易被人记住的语句）的能力。米賽爾帮助杰克逊灌制了他的首张专辑；不过，这张专辑并未发行。1999年，离开米賽爾的杰克逊被白金唱片制作人Trackmasters注意到，并让他同哥伦比亚唱片公司签约。公司派他到位于紐約上州的录音棚去，在那里，他两周内创作了36首歌曲。其中18首收录到了未正式发布的专辑《Power of the Dollar》（美元的威力）中。 他还曾为现已倒闭的Hollow Point娱乐公司工作。
地下单曲《How to Rob》（如何去抢）发布并取得成功，使得杰克逊的知名度开始上升，这首歌是他在去录音棚的车上用半个小时写完的。歌词滑稽地展示他将如何去抢劫知名艺术家。他这样解释歌词背后的原因，“在那廠牌下有一百名艺人，你必须将自己和那群人区隔开，这样你才会有价值”。说唱歌手Jay-Z、酷鲁特、斯迪克·芬嘉茨、Big Pun、DMX、怀克里夫·让和嘻哈组合武当帮都对该曲做了反击。纳斯则正面接受了歌词内容,邀请杰克逊和他一起为自己的专辑《Nastradamus》宣传。该曲本打算同《Thug Love》（恶棍之恋）一同发布，天命真女也会献声，但就在《Thug Love》的音乐电视拍摄前两天，杰克逊被射伤，被送往医院。

### 2000–01：枪击
2000年4月24日，杰克逊被一名自称是达瑞尔·鲍姆（Darryl "Hommo" Baum）的持枪男子袭击，袭击地点正是在他外祖母过去位于皇后区南牙买加的房子。当时他进了一个朋友的车中，但被要求回房里拿珠宝。他的儿子在屋里，外祖母在前院。在回到车的后排座位上时，另一辆车停在一旁。行凶者走到杰克逊左侧，掏出一把9毫米口径手枪，近距离射击了9发子弹。九发子弹分别射中：手（命中右手拇指，并从小拇指穿出）、手臂、臀部、双腿、胸部和左脸。脸部的伤势使得舌头肿胀，损失一颗智齿，声音也有些含糊不清。他的朋友手部也受了傷。他们被送往医院，杰克逊住院治疗13天。而疑似枪手鲍姆三周后被杀。鲍姆还是迈克·泰森的密友和保镖。
杰克逊在说起这次事件时说：“一切发生的如此之快，你完全没有机会反击……整个过程我完全被吓到了……我当时看着后视镜，‘该死，有人当面射击我！好痛，痛，痛’。”在他的自传《From Pieces to Weight: Once upon a Time in Southside Queens》（从无名小卒到大人物：南皇后区往事），他这样写道：“在我近距离被射击9次却没有死之后，我觉得我活在世上一定有某种意图……子弹还能造成多严重的创伤？如果某处再近一英寸，那么我必死无疑。” 最初6周，他使用助步器的帮助行走，5个月后完全康复。他出院后和当时的女友及儿子住在宾夕法尼亚的波科诺（Poconos）修养。他的锻炼计划使他的体格变得肌肉发达。
在医院时，杰克逊和哥伦比亚唱片公司签下了出版协议。可是他选择退出，并且因为《Ghetto Qu'ran(Forgive Me)》（原谅我）一曲被列入了唱片界的“黑名单”。在美国找不到录音棚的他不得不转战加拿大。他与生意伙伴Sha Money XL一同录制了30余首歌曲，以期挽回声誉。杰克逊的人气回暖，2002年，他独立发布了混音带《Guess Who's Back?》。这时由于吸引到人们的兴趣，又有G-Unit做后盾，杰克逊得以继续创作歌曲。他们发布了混音带《50 Cent Is the Future》（50美分即是未来）,重新演绎了Jay-Z和拉菲尔·萨迪克的歌曲。

### 2002至今：成名
2002年，埃米纳姆听到了杰克逊专辑《Guess Who's Back?》的拷贝。他是从杰克逊的代理人那里拿到CD的，这位代理人当时为埃米纳姆的经纪人保罗·罗森伯格（Paul Rosenberg）工作。埃米纳姆对这张专辑印象深刻，于是邀请杰克逊来到洛杉矶，并将他引荐给德瑞博士。在签下价值1百万元的协议后，杰克逊发行了混音带《No Mercy, No Fear》（寡恩，无畏）。其中的一首新歌《Wanksta》被收录进了埃米纳姆的专辑《8 Mile》（8英里）中。他还同克里斯·莱提的Violator经济公司以及Sha Money XL的资金管理组织签约。
2003年2月，杰克逊发布了他的商业专辑《Get Rich or Die Tryin'》。Allmusic称其“可能是近十年来由说唱歌手发布的最令人兴奋的专辑”。《滚石》则注意到该专辑“阴暗的合声器节奏，嘈杂的键盘乐器音，以及萦绕不断、节奏感鲜明的弹跳音”，而杰克逊的说唱则“冷静而懒散”。 这张专辑登上公告牌二百强专辑榜排行榜头名，并四日内即售出87.2万份拷贝。打头的单曲《In da Club》打破了《Billboard》周最多广播收听次数记录。

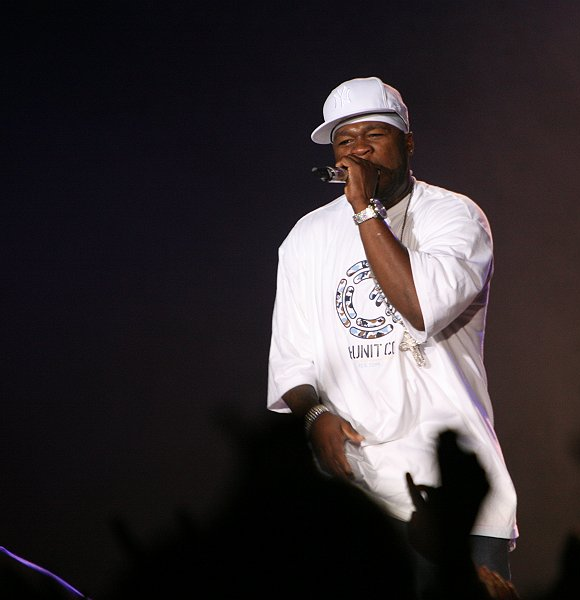
2009年6月，50美分于斯德哥尔摩一场表演上

在环球唱片公司的赞助下，杰克逊于2003年成立了自己的厂牌——G-Unit唱片公司。他签约了扬·巴克、洛依·班克斯以及托尼·亚尤加入G-Unit。The Game稍后也通过与德瑞博士的Aftermath娱乐公司成立合资公司的形式加盟。2005年3月，杰克逊的第二张商业专辑《The Massacre》在头四天卖出了114万份拷贝，专辑也在公告牌二百强专辑榜榜上保持了6周冠军宝座。他成为首位一周内有三首歌曲进入Billboard五佳的独唱艺人，这三首歌是《Candy Shop》（糖果屋）、《Disco Inferno》（迪斯科炼狱）和《How We Do》（我们如何做）。

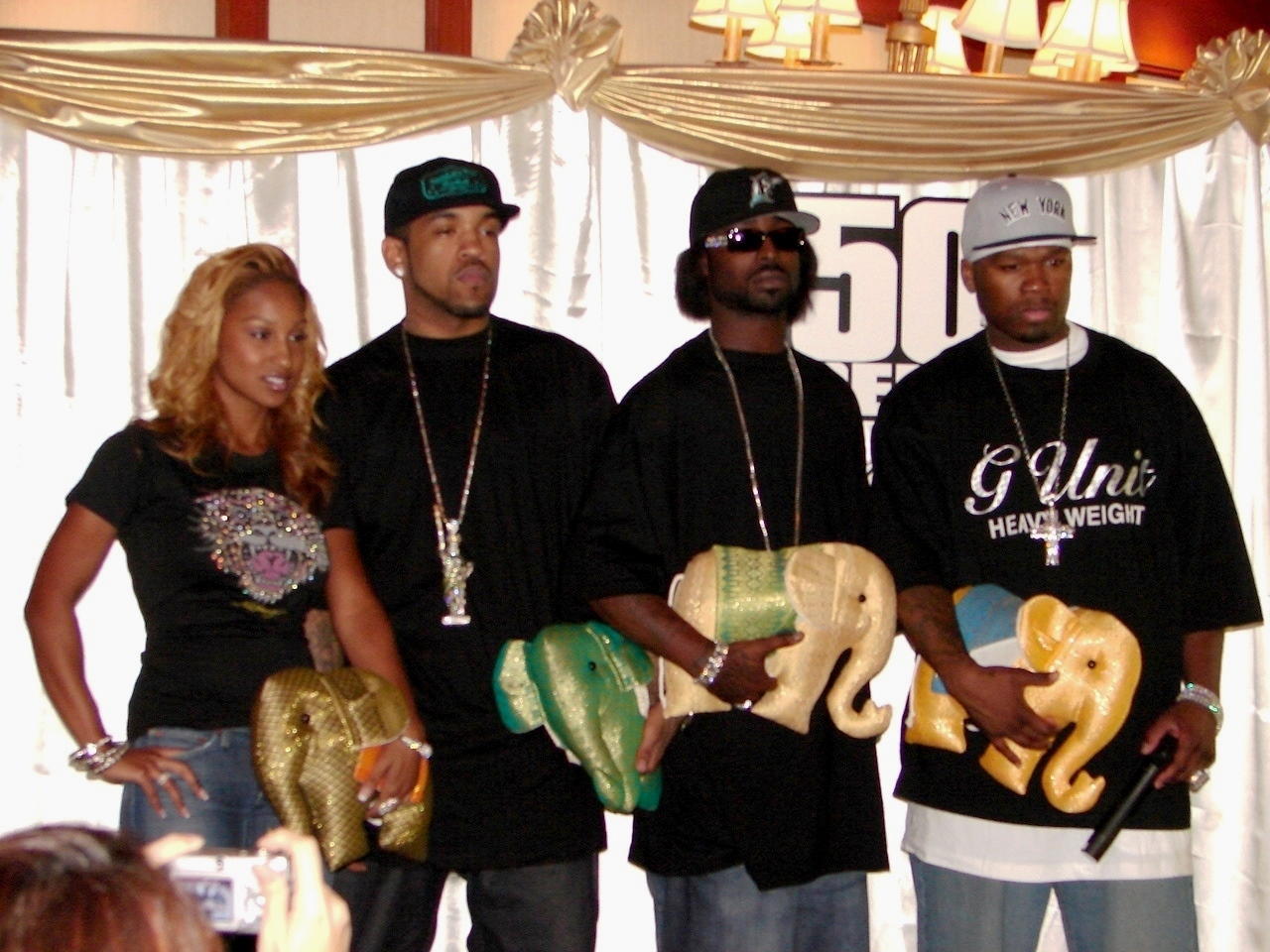
50美分和众人，左起：奥利维亚（Olivia）、洛依·班克斯、扬·巴克，摄于2006年2月，泰国曼谷

在The Game单飞后，杰克逊签下歌手奧利維亞和说唱老手Mobb Deep加入G-Unit唱片公司。蜘蛛洛克、M.O.P.、40 Glocc以及Young Hot Rod稍后也都加入了该厂牌。杰克逊还表示愿意同G-Unit之外的说唱歌手合作，包括Lil' Scrappy、LL Cool J、Mase以及Freeway。2007年9月，他发布了自己的第三张专辑《Curtis》（柯蒂斯），该专辑的创作灵感来自他制作《Get Rich or Die Tryin'》之前的生活。该专辑登上公告牌二百强专辑榜第二名，五周内售出了69.1套。2009年11月16日，杰克逊发布了自己的第四张专辑《Before I Self Destruct》（在我自我毁灭前）。

## 非音乐计划
杰克逊尝试立足多个领域。2003年11月，他和锐步签订五年协议，出售一款“G-Unit Sneakers”运动鞋，作为其G-Unit服装公司的一部分。他还为游戏《50美分：刀枪不入》（50 Cent: Bulletproof）的主角配音，该游戏在PlayStation 2、Xbox和PlayStation Portable平台上发售。它的续作，《50美分：血与沙》（50 Cent: Blood on the Sand）于2009年初发售。他同酷乐仕（Glacéau）合作开发了一种维生素饮料，命名为Formula 50（方程式五十）。2007年，可口可乐公司以410亿美元的价格买下酷乐仕。根据《福布斯》杂志预测，拥有该公司股份的杰克森的税后获利是1亿美元。他还和Right Guard合作出品了一款香水，命名为Pure 50 RGX，以及一款名为Magic Stick的安全套产品，从后者中获得的部分利润将会捐献给艾滋病的研究。杰克逊还和运动品牌Steiner Sports签署了长年协议，出售他的纪念品。
2005年，杰克逊在辛普森一家名为“Pranksta Rap”的一集中客串出演。同年，他出演了半自传式电影《至死求富》（Get Rich or Die Tryin'）。他后来出演了2006年的伊战电影《忠义之家》（Home of the Brave），饰演一位从伊拉克战场归来的士兵，因亲手杀死一名伊拉克妇女留下心理阴影。在2008年的电影《正义杀戮》（Righteous Kill）中，他与阿尔·帕西诺和罗伯特·德尼罗演对手戏，该片主要是关于一个警察的死亡。

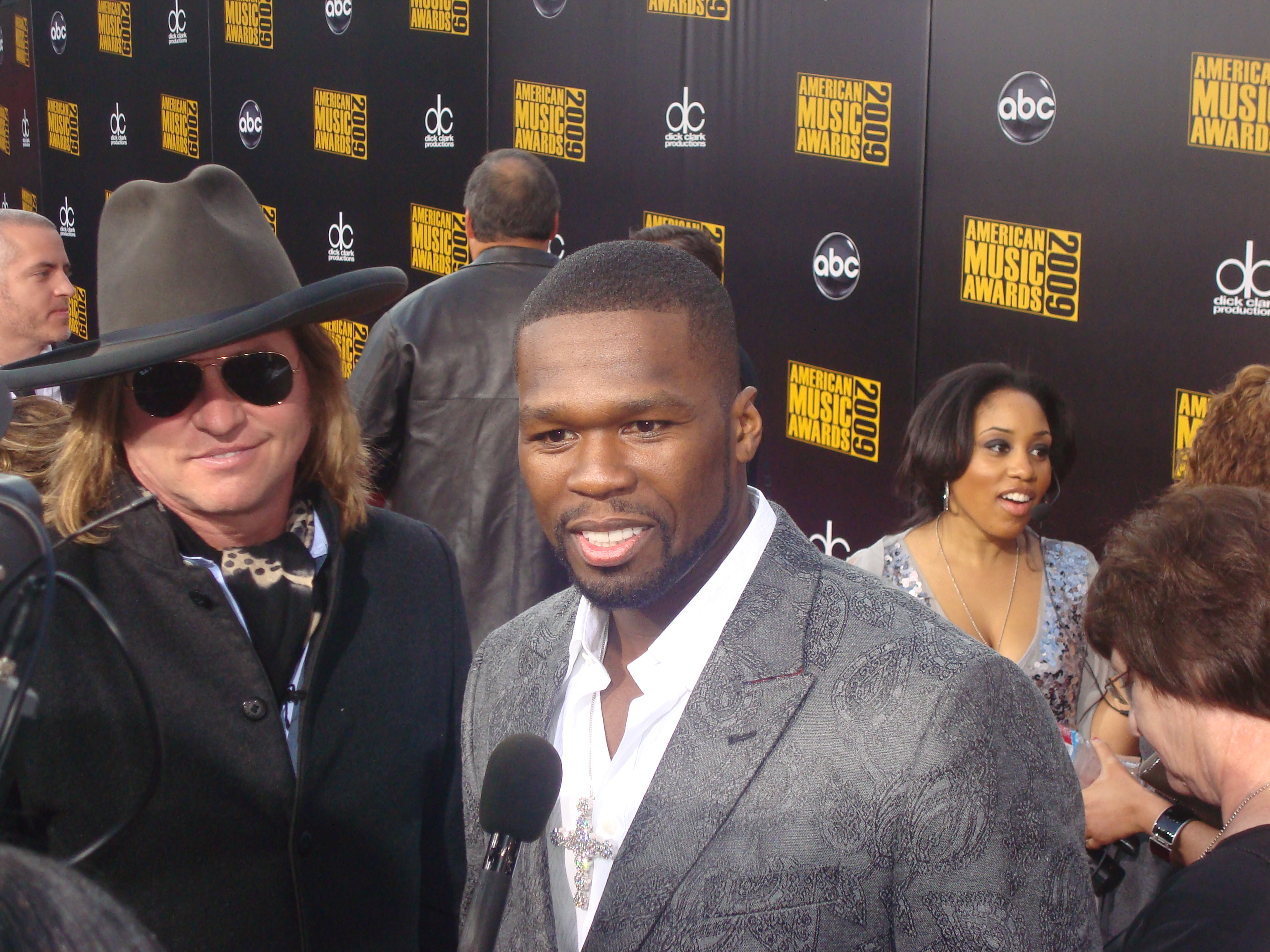
50美分同瓦尔·基尔默（Val Kilmer）在2009年AMA颁奖典礼上

2005年8月，杰克逊出版了自己的自传《从无名小卒到大人物：南皇后区往事》（From Pieces to Weight: Once upon a Time in Southside Queens）。在其中杰克逊探索了引领他走上贩毒之路，后来成为说唱歌手的文化和经济力量，其中也反映出他的价值观和社会观。2007年1月4日，杰克逊在时代华纳大厦发布了自己的G-Unit书系。他还合作完成了一部名为《The Ski Mask Way》的小说，内容讲述的是一个小毒贩如何试图抢劫自己的上家。该书将被拍成电影。

## 个人生活
1997年10月13日，杰克逊当时的女友莎尼卡·汤普金斯（Shaniqua Tompkins）为他生下一子马基斯·杰克逊 （Marquise Jackson）汤普金斯后来控告杰克逊，索要5千万美元，声称他曾说一生一世照顾她。这个包括15项指控的案件最终被法官驳回，认为这是“爱情关系变味的不幸故事”。
2009年2月，汤普金斯及其律师考虑要继续上诉。
儿子的降生改变了杰克逊对生活的看法：“当我的儿子进入我的生活，我的当务之急改变了，因为我想深化父子之情，这在我和我父亲之间是没有的。”他认为他的儿子激励了自己的演艺生涯，而且“推动他走向一个全新的方向”。
杰克逊的右臂二头肌上有“Marquise”（马基斯）的刺青，并配有一把斧头。“斧头象征着我是一个战士。尽管我并不希望他也这样”，他这样解释道。在他的背上，还有“50”、“Southside”（南区）和“Cold World”（冷酷的世界）的刺青，因为“我是这样环境下的产物。但是它们刻在我的背上，所以我已经把它们抛在身后”。2003年，杰克逊和女演员薇薇卡·福克斯（Vivica A. Fox）约会，但不久后便分手。
2005年，在肯伊·威斯特批评布什颶風卡崔娜救灾不利后，杰克逊宣布自己支持乔治·布什连任。但他后来又表示布什“缺乏正常人的同情心。无论如何，我都不希望成为想乔治·布什那样的人”。
2007年，《福布斯》将其放在说唱业财富榜第二位，仅次于Jay-Z。他定居于康涅狄格州的法明顿前拳击手迈克·泰森的豪宅中。他后来将这所豪宅以1850万美元的价格拍卖，搬到长岛居住，以便更接近自己的儿子。2007年10月12日，康涅狄格州布里奇波特市市长宣布该日为“50美分柯蒂斯·杰克逊日”。杰克逊得到了一把城市钥匙，并做了公开演说。
2008年12月，50美分向加拿大媒体透露，自己在金融危机中损失了数百万美元。他还说自己在康涅狄格的豪宅无法售出，鉴于目前经济下滑，他开始着手制作《Before I Self-Destruct》。
2009年11月，50美分赢得了与塔克·贝尔（Taco Bell）的官司。后者旗下的快餐店未经许可使用他的名字做宣传。

## 专辑
- 《Power of the Dollar》（2000）
- 《Get Rich or Die Tryin'》（2003）
- 《The Massacre》（2005）
- 《Curtis》（2007）
- 《Before I Self Destruct》（2009）
- 《Animal Ambition》（2014）

## 获奖情况
50美分音乐生涯共获得提名83个，获奖63个，具体情况如下：
| 奖项                                                        | 获奖 | 提名 |
| 全美音樂獎（American Music Awards）                         | 3    | 7    |
| 美国作曲家、作家和发行商协会奖（ASCAP Awards）              | 11   | 0    |
| 成人影帶新聞獎（AVN Awards）                                | 2    | 4    |
| 黑人娱乐电视大奖（BET Awards）                              | 3    | 7    |
| 黑人娱乐电视嘻哈大奖（BET Hip Hop Awards）                  | 1    | 2    |
| 公告牌音乐奖（Billboard Music Awards）                      | 13   | 18   |
| 公告牌节奏布鲁斯/嘻哈音乐奖（Billboard R&B/Hip-Hop Awards） | 7    | 16   |
| 葛萊美獎（Grammy Awards）                                   | 0    | 13   |
| 黑人原创音乐奖（MOBO Awards）                               | 3    | 0    |
| MTV音樂錄影帶大獎（MTV Video Music Awards）                 | 2    | 8    |
| 《The Source》杂志音乐奖（The Source Awards）               | 3    | 0    |
| 《Vibe》杂志音乐奖（Vibe Awards）                           | 5    | 8    |
| 世界音樂獎（World Music Awards）                            | 6    | 0    |

## 影视作品年表
| 年份 | 片名                                                      | 角色                        | 注释                                                    |  |
| ---- | --------------------------------------------------------- | --------------------------- | ------------------------------------------------------- |  |
| 2003 | 《50美分：孕育新生》（50 Cent: The New Breed）            | 本人                        | 纪录片 DVD                                              |  |
| 2005 | 《辛普森一家》（The Simpsons）                            | 本人                        | 电视连续剧（集名：Pranksta Rap）                        |  |
| 2005 | 《至死求富》（Get Rich or Die Tryin'）                    | 马库斯（Marcus）            | 电影                                                    |  |
| 2005 | 《50美分：刀枪不入》（50 Cent: Bulletproof）              | 本人                        | 电子游戏，仅配音                                        |  |
| 2006 | 《忠义之家》（Home of the Brave）                         | 贾马尔·艾肯（Jamal Aiken）  | 配角                                                    |  |
| 2007 | 《德拉霍亚Vs梅韦瑟》（De La Hoya/Mayweather 24/7）        | 本人                        | 电视连续剧（一集：第1.1集）                             |  |
| 2007 | 《6teen》                                                 | 本人                        | 电视连续剧（一集：第三季第一集：Sweet 6teen）           |  |
| 2008 | 《正义杀戮》（Righteous Kill）                            | “蜘蛛”（Spider）            | 配角                                                    |  |
| 2008 | 《在我自毁前》（Before I Self Destruct）                  | 克劳伦斯（Clarence）        | 配角                                                    |  |
| 2008 | 《50美分：钱与权》（50 Cent: The Money and the Power）    | 本人                        | 电视连续剧（集名：Choose Your Crew Wisely）             |  |
| 2009 | 《50美分：血与沙》（50 Cent: Blood on the Sand）          | 本人                        | 电子游戏，仅配音                                        |  |
| 2009 | 《喋血街头》（Streets of Blood）                          | 斯坦·约翰逊（Stan Johnson） | 已完成                                                  |  |
| 2009 | 《明星伙伴》（Entourage）                                 | 本人                        | 电视连续剧（集名：One Car, Two Car, Red Car, Blue Car） |  |
| 2009 | 《使命召唤：现代战争2》（Call of Duty: Modern Warfare 2） | 士兵                        | 电子游戏，仅配音                                        |  |
| 2009 | 《Dead Man Running》                                      | 蒂亚戈（Thigo）             | 后期制作                                                |  |
| 2009 | 《Everything's Alright》                                  | 阿莫斯·詹克斯（Amos Jenks） | 制作中                                                  |  |
| 2009 | 《Caught in the Crossfire》                               | 提诺（Tino）                | 后期制作，执行制片人                                    |  |
| 2010 | 《13》                                                    | 吉米（Jimmy）               | 后期制作                                                |  |
| 2010 | 《The Dance》                                             | 已公布                      | 前期制作                                                |  |
| 2010 | 《The Ski Mask Way》                                      | Seven                       | 前期制作                                                |  |
| 2010 | 《Twelve》                                                | 莱昂内尔（Lionel）          | 后期制作                                                |  |
| 2010 | 《Jekyll and Hyde》                                       |                             | 前期制作                                                |  |
| 2010 | 《Morning Glory》                                         | 本人                        | 制作中                                                  |  |
| 2015 | 《麻辣賤諜》（Spy）                                       | 本人                        | 配角                                                    |  |
| 2018 | 《極盜戰》                                                | Levi                        | 配角                                                    |  |

## 外部連結
- 官方网站（页面存档备份，存于）
- YouTube上的50 Cent頻道
- 50 Cent在互联网电影资料库（IMDb）上的資料（英文）
- Aftermath Music 官方網站（页面存档备份，存于）
- 50 Cent的MySpace主頁
- 在AllMovie上50 Cent的頁面（英文）
- 50 Cent在Allmusic上的頁面
- 50 Cent（页面存档备份，存于） 在AOL Sessions